# James H. Torrens

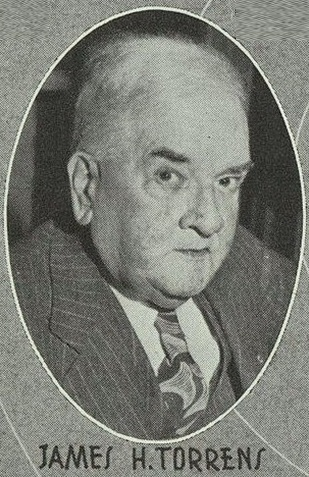
James H. Torrens, 1944

James H. Torrens (* 12. September 1874 in New York City; † 5. April 1952 ebenda) war ein US-amerikanischer Politiker. Zwischen 1944 und 1947 vertrat er den Bundesstaat New York im US-Repräsentantenhaus.

## Werdegang
James H. Torrens besuchte die Grammar School und die High School in New York City. Er war Vizepräsident und Schatzmeister eines Herstellerunternehmens für Zigarren. Politisch gehörte er der Demokratischen Partei an. Zwischen 1933 und 1947 war er zuerst demokratischer Führer im 23. Assembly District und später im 15. Assembly District. Torrens wurde in einer Nachwahl im 21. Wahlbezirk von New York in den 78. Kongress gewählt, um dort die Vakanz zu füllen, die durch den Rücktritt von Joseph A. Gavagan entstand. Er nahm am 29. Februar 1944 seinen Sitz im US-Repräsentantenhaus ein. Bei den Kongresswahlen des Jahres 1944 wurde er in den 79. Kongress wiedergewählt. Da er auf eine erneute Kandidatur 1946 verzichtete, schied er nach dem 3. März 1947 aus dem Kongress aus. Er starb am 5. April 1952 in New York City und wurde auf dem Gate of Heaven Cemetery in Mount Pleasant beigesetzt.